# Lycosa pictula
Lycosa pictula là một loài nhện trong họ Lycosidae.
Loài này thuộc chi Lycosa. Lycosa pictula được Mary Agard Pocock miêu tả năm 1901.